# Orden de la Fortuna
La Orden de la Fortuna fue una orden militar fundada en el año 1190 por un grupo de hidalgos en Palestina. 
Los caballeros debían hacer guardia a la cruz que servía de señal, bandera y estandarte del ejército. Cuando los caballeros estaban en la capital tenían una antorcha encendida en la mano derecha. Estaban armados con una coraza de plata adornada de llamas y figuras de animales de oro y cubierta con un manto de tela de oro. Usaban además, un collar de oro pendiente sobre el pecho, una espada ceñida y un broquel. 